# Majak (czasopismo)
Majak – baptystyczny miesięcznik ukazujący się w latach 1922-1939 w języku rosyjskim. Ukazały się 203 numery pisma.

## Opis
Decyzję o wydawaniu pisma podjęto na konferencji założycielskiej Związku Zborów Słowiańskich Baptystów w Polsce w 1921 roku. Pismo zostało założone w roku 1922 i był to rosyjskojęzyczny organ tego Kościoła. Początkowo był to kwartalnik. W roku 1923 pismo przekształciło się w miesięcznik. Redaktorem naczelnym był Waldemar Gutsche. Pismo było wydawane i drukowane przez wydawnictwo „Kompas” w Łodzi. Pismo było wydawane w języku rosyjskim, ale głównym jego odbiorcą była mniejszość ukraińska. Początkowo pismo liczyło 12 stron, a od roku 1932 objętość jego wzrosła i liczyło odtąd 16-20 stron. 
Autorami artykułów byli: W. Gutsche, N.E. Marcinkowski, N.S. Prochanow, L. Motorin. 

## Zawartość
Pismo zawierało rozważania biblijne i relacjonowało aktualne wydarzenia z działalności ruchu baptystycznego. Publikowano także poezję religijną. 
Pismo zawierało dział młodzieżowy i dział kobiecy. W latach 1925–1927 w miesięczniku prowadzony był dział „Ukrajińskij widdił” dla ukraińskiej mniejszości narodowej, a w latach 1927-1928 białoruska rubryka „Biełarusskaja Bałonka”, którą prowadził Łukasz Dziekuć-Malej. Publikowano w nich poezję ukraińską i białoruską. 